# 柴崎恵次
柴崎 恵次（しばざき けいじ、1894年（明治27年）4月9日 - 1943年（昭和18年）11月25日）は、日本の海軍軍人。最終階級は海軍中将。

## 人物
兵庫県加東郡上東条村（現、加東市）森出身。旧制兵庫県立小野中学校を経て海軍兵学校卒業(43期)。アメリカ海兵隊をして「恐怖のタラワ」と言わしめた守備隊司令官である。ただし柴崎自身はアメリカ軍の攻撃初日に戦死し、海軍中将に特別進級している。柴崎の戦死は、司令部があった地下壕を負傷者の治療にあてるために移動している最中であった。このことを知った部下達は、「司令官は我々を助けるために戦死した。司令官のためにも最後まで戦う」と決意した。

## 年譜
- 1894年（明治27年）4月9日- 兵庫県加東郡上東条村森で出生
- 1908年（明治41年）4月1日- 兵庫県立小野中学校入学
- 1912年（大正元年）8月31日- 兵庫県立小野中学校中途退学
  - 9月9日- 海軍兵学校入校 入校成績順位100名中第19位
- 1915年（大正4年）12月16日- 海軍兵学校卒業 卒業時成績順位96名中第26位・海軍少尉候補生・装甲巡洋艦「吾妻」乗組・練習艦隊近海航海出発 佐世保~仁川~旅順~大連~鎮海~舞鶴~鳥羽方面巡航
- 1916年（大正5年）4月3日- 帰着
  - 4月20日- 練習艦隊遠洋航海出発 香港~シンガポール~フリーマントル~メルボルン~シドニー~ウェリントン~オークランド~ヤルート~ポナペ~トラック~父島方面巡航 
  - 8月22日- 帰着
  - 8月25日- 戦艦「摂津」乗組
  - 12月1日- 任 海軍少尉・戦艦「薩摩」乗組
- 1917年（大正6年）10月10日- 装甲巡洋艦「八雲」乗組
- 1918年（大正7年）12月1日- 任 海軍中尉
- 1919年（大正8年）7月8日- 軽巡洋艦「筑摩」乗組
  - 10月11日- 呉鎮守府附
  - 12月1日- 海軍水雷学校普通科学生
- 1920年（大正9年）5月31日- 海軍砲術学校普通科学生
  - 12月1日- 2等駆逐艦「樺」乗組
- 1921年（大正10年）3月19日- 戦艦「山城」分隊長心得
  - 11月29日- 任 海軍大尉・海軍大学校航海学生
- 1922年（大正11年）12月1日- 1等駆逐艦「太刀風」航海長兼分隊長
- 1923年（大正12年）10月15日- 給油艦「神威」航海長
- 1924年（大正13年）12月1日- 測量艦「武蔵(2代)」航海長兼分隊長
- 1925年（大正14年）12月1日- 横須賀鎮守府附
- 1926年（大正15年）1月15日- 練習艦隊航海参謀 海軍少尉候補生指導官 
  - 6月30日- 練習艦隊遠洋航海出発 上海~香港 シンガポール~コロンボ~アデン~ポートサイド~コンスタンチノープル~アテネ~アレクサンドリア~ジブチ~コロンボ~バタヴィア~マニラ方面巡航
- 1927年（昭和2年）1月17日- 帰着
  - 2月1日- 横須賀鎮守府附
  - 4月1日- 海軍兵学校教官兼監事
  - 12月1日- 任 海軍少佐
- 1928年（昭和3年）12月10日- 呉鎮守府人事部員
- 1930年（昭和5年）8月10日- 海軍省軍令部参謀
- 1932年（昭和7年）11月15日- 皇族附海軍武官 久邇宮朝融王附
  - 12月1日- 兼 戦艦「榛名」乗組
- 1933年（昭和8年）9月15日- 免 戦艦「榛名」乗組 兼 海軍軍令部出仕
  - 11月1日- 横須賀鎮守府司令長官副官
- 1934年（昭和9年）10月22日- 海軍軍令部兼海軍省出仕
  - 11月15日- 海軍省艦政本部出仕 兼海軍省人事部員
- 1936年（昭和11年）12月1日- 河川用砲艦「安宅」艦長
- 1937年（昭和12年）12月1日- 呉鎮守府附
  - 12月15日- 呉鎮守府先任参謀
  - 12月25日- 兼豊予要塞参謀 兼下関要塞参謀 兼由良要塞参謀
- 1939年（昭和14年）11月15日- 漢口方面特別根拠地隊副長兼参謀
- 1940年（昭和15年）9月25日- 海軍省水路部総務課長
- 1941年（昭和16年）5月15日- 海軍省水路部総務部長
  - 9月10日- 支那方面艦隊司令部附
  - 9月15日- 上海海軍特別陸戦隊参謀長 兼上海根拠地隊参謀長
- 1943年（昭和18年）4月25日- 呉鎮守府附呉防備戦隊司令官
  - 7月9日- 第4艦隊司令部附
  - 7月20日- 第4艦隊附第三特別根拠地隊司令官
  - 11月25日- 戦死 享年49 戦死認定により海軍中将に特別進級
- 1944年（昭和19年）5月8日 - 葬送につき勅使として戸田康英が遣わされて、幣帛が下賜された[2]。